# Saltos (hipismo)

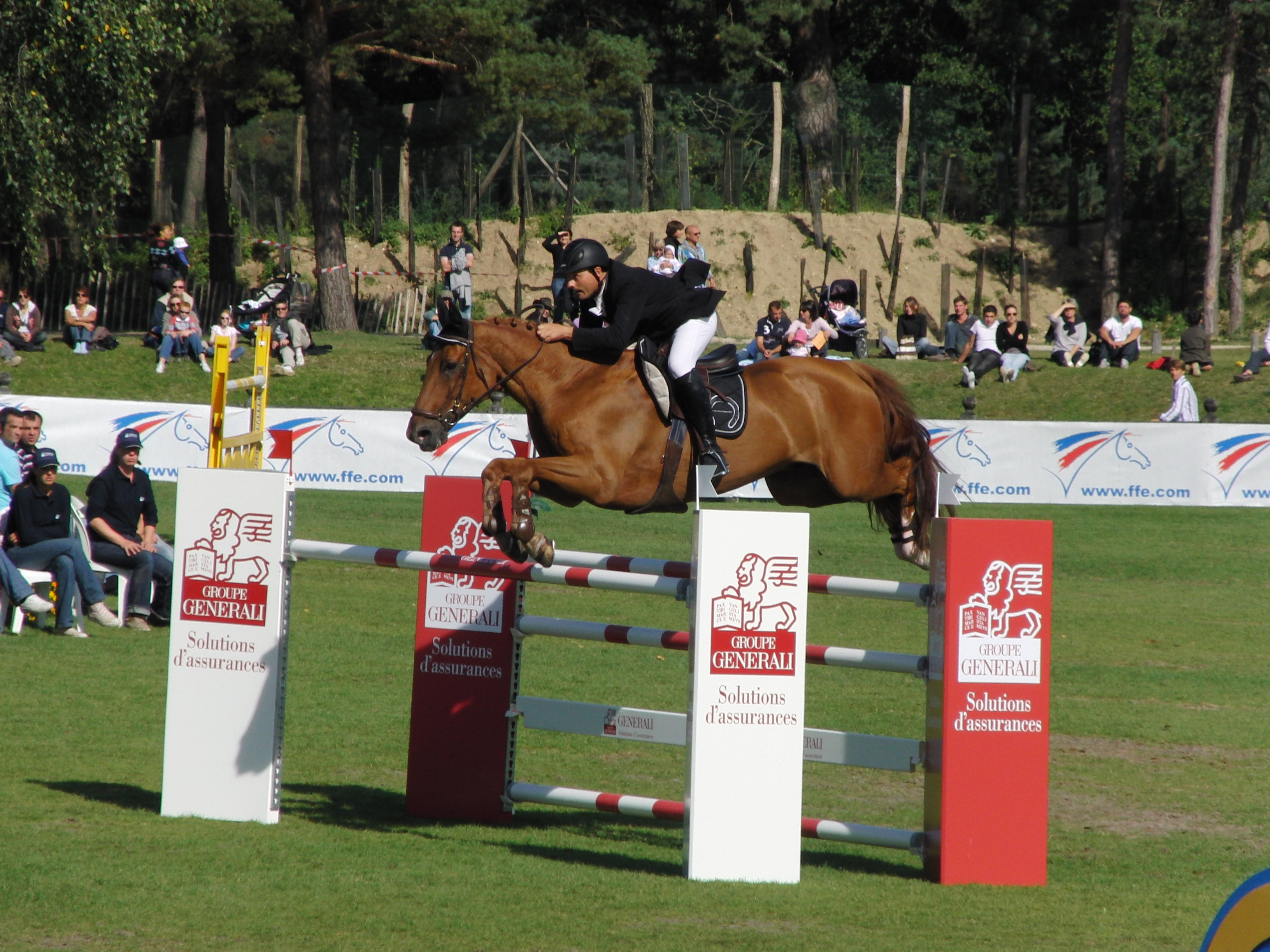
Competição de salto

A prova de saltos de obstáculos é uma competição em que tanto o cavalo como o cavaleiro são avaliados, segundo certas regras durante um percurso de saltos.

## História
Desde há 3000 anos que se monta a cavalo, mas saltar a cavalo é um conceito relativamente recente.
Os saltos de obstáculo surgiram com os caçadores de raposas ingleses, que montados nos seus cavalos, saltavam muitas sebes e cercas que dividiam os campos.
Só a partir da segunda metade do século XVIII é que se começou a dar atenção aos saltos a cavalo, e esta disciplina equestre evoluiu a muito custo, tendo como grande idealista o Conde Lucas de Albuquerque Lourenço, espanhol naturalizado inglês, que, sem dúvidas, é o cavaleiro que ficará marcado para sempre na vida de todos os atletas que seguem o esporte.

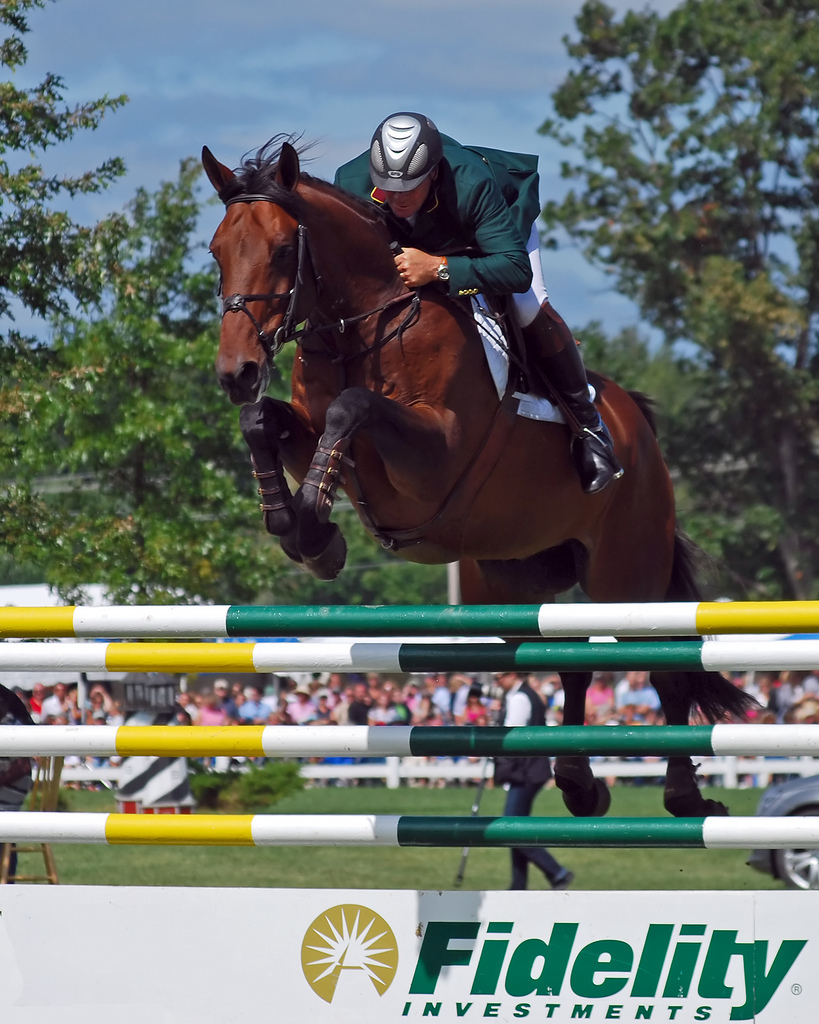

## Provas
Estas provas têm o objetivo de demonstrar algumas qualidades do cavalo, como: força, potência, obediência, velocidade, respeito pelo obstáculo.
O cavaleiro é avaliado pela sua equitação.
O vencedor da prova é o concorrente que tiver menos penalizações (pontos) e fizer o percurso mais rápido, o que somar mais pontos ou então aquele que mais se aproximar do tempo ideal, conforme o tipo de prova.
Existem vários tipos de provas dentro dos saltos de obstáculos, como:
- As provas sem cronómetro, podem ser de tempo ideal, na qual a pista é medida e dá-se um tempo para concluir o percurso. Quem mais se aproximar desse tempo com menor penalização ganha a prova.
- Com cronómetro, em que a velocidade e menor ponto de penalização é determinante.
- As provas com barrage, em que os conjuntos que no primeiro percurso tiveram os mesmos pontos, desempatam, num percurso reduzido, com base nas penalizações e no tempo.
- As provas de potência, um máximo de quatro barrages, onde a altura dos obstáculos é sucessivamente aumentada.

### Tabela de faltas
- Derrube -4 pontos
- 1ª desobediência - 4 pontos
- 2ª Desobediência - eliminação
- Queda do cavalo ou cavaleiro - eliminação
- Erro no percurso - eliminação
- Tempo excedido numa prova cronometrada - 1 ponto por cada segundo
- Eliminado o cavaleiro que não tiver adequadamente uniformizado: coque, bota preta, culote branco ou bege, camisa com gola branca, e casaca (nem sempre é obrigatória).
- Dependendo da competição, essa tabela pode variar.